# Indicateur de pente d'approche
Pour les articles homonymes, voir Papi.

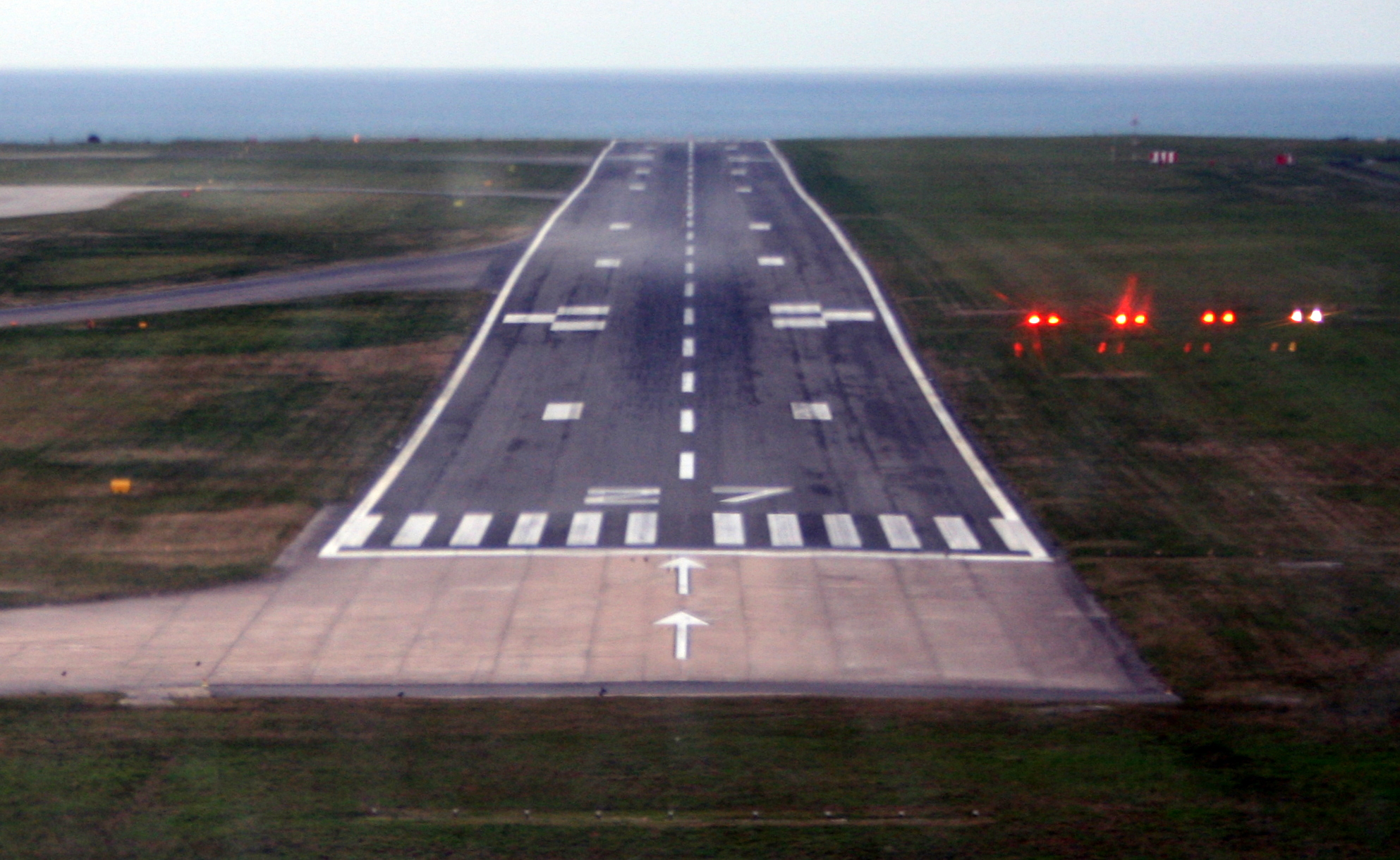
Vue du PAPI, qui se trouve ici à droite de la piste, depuis un cockpit. Les 3 lumières rouges visibles indiquent que l'avion est trop bas.

L'Indicateur de pente d'approche, en anglais Precision Approach Path Indicator, couramment appelé par son acronyme PAPI, est un instrument de guidage visuel situé sur le côté d'une piste d'aérodrome ou d'aéroport, environ 300 mètres après le début de celle-ci. Il aide les avions à effectuer une approche correcte (dans le plan vertical) en leur indiquant s'ils sont sur la bonne pente de descente. Cette aide visuelle est opérationnelle de jour comme de nuit. Le système est utilisable par tous les aéronefs car il ne nécessite aucun instrument embarqué.

## Fonctionnement

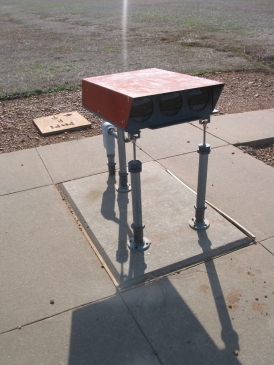
Une des 4 lampes du PAPI

Lampe PAPI / Section
1 = Axe de pente
2 = source de lumière
3 = Filtre Rouge
4 = Lentilles
5 / 6 = faisceau lumineux - blanc/rouge

Le PAPI est composé la plupart du temps de quatre lampes en ligne. Lorsque l'angle d'approche est correct, le pilote voit deux lampes de couleur rouge et deux de couleur blanche. Quand l'avion est trop bas, toutes les lampes lui paraissent rouges, et quand il est trop haut, toutes les lampes lui paraissent blanches.
Les 4 lampes se trouvent au niveau du point de cible de la piste et à 15 mètres du bord de la piste. Chaque lampe est espacée de 9 mètres de la lampe adjacente.
Chaque lampe est réglée par rapport à la pente d'approche nominale (3 degrés habituellement):
- 30 minutes d'arc au-dessus (lampe la plus à gauche),
- 10 minutes d'arc au-dessus (lampe centrale gauche),
- 10 minutes d'arc au-dessous (lampe centrale droite),
- 30 minutes d'arc au-dessous (lampe la plus à droite).

Chaque lampe est équipée d'un filtre rouge sur la partie inférieure. Ainsi, chaque lampe paraît de couleur rouge ou blanche au pilote suivant l'angle sous laquelle il la voit. La transition du rouge au blanc est précise car elle ne doit pas dépasser 3 minutes d'arc.
De nuit, pour les aérodromes, le PAPI est couplé avec la télécommande de balisage, permettant au pilote de déclencher l'allumage du balisage de la piste et du PAPI.
Le système APAPI s'utilise comme le PAPI mais il est seulement constitué d'une barre de flanc formée de 2 indicateurs (trop haut ou trop bas).
Ces systèmes doivent être conformes à la réglementation internationale OACI annexe 14 volume I "Conception et exploitation technique des aérodromes" paragraphe 5.3.5.